# 법정경위
법원경위(法院警衛)는 한국에서 법관의 명에 의하여 소송관계자의 인도, 법정의 정돈, 그밖의 소송진행에 필요한 사무를 집행하는 자를 말한다.. 집행관을 이용하기 어려운 때에는 법원의 명에 의하여 소송서류의 송달을 하는 경우도 있다. 법정에서 미국 연방보안관과 유사하다.